# Metriocnemus incompletus
Metriocnemus incompletus är en tvåvingeart som först beskrevs av Pankratova 1950.  Metriocnemus incompletus ingår i släktet Metriocnemus och familjen fjädermyggor. Inga underarter finns listade i Catalogue of Life.